# Pourvu
Albums de Gauvain Sers
En attendant l'album
(2016) Les Oubliés
(2019)
Singles
1. Pourvu
Sortie : 17 décembre 2016
2. Dans mes poches
Sortie : 2017
3. Dans la bagnole de mon père
Sortie : 2018

Pourvu est le premier album studio de Gauvain Sers, sorti le 9 juin 2017.

## Historique
Ce premier album sort le 9 juin 2017 chez le label Fontana Records avec notamment les chansons Pourvu, Hénin-Beaumont, Mon fils est parti au djihad et Entre République et Nation,. Le clip Pourvu est réalisé par le cinéaste Jean-Pierre Jeunet avec notamment la participation des acteurs Jean-Pierre Darroussin et Gérard Darmon et de la comédienne Alexia Giordano.

## Liste des titres
| 1.    | Pourvu                       | 3:23 |
| 2.    | Hénin-Beaumont               | 4:20 |
| 3.    | Dans la bagnole de mon père  | 3:53 |
| 4.    | Mon rameau                   | 3:21 |
| 5.    | Dans mes poches              | 3:18 |
| 6.    | Un clodo sur toute la ligne  | 2:11 |
| 7.    | Le ventre du bus 96          | 4:26 |
| 8.    | Quand elle appelle sa mère   | 3:03 |
| 9.    | Sur ton tracteur             | 4:08 |
| 10.   | Entre République et Nation   | 3:50 |
| 11.   | Comme chez Leprest           | 3:43 |
| 12.   | Le poulet du dimanche        | 1:32 |
| 13.   | Comme si c'était hier        | 3:45 |
| 14.   | Mon fils est parti au djihad | 6:12 |
| 51:05 |                              |      |

## Classements et certifications
| Pays                         | Meilleure position |
| ---------------------------- | ------------------ |
| France (SNEP)                | 1                  |
| Belgique (Wallonie Ultratop) | 7                  |
| Suisse (Schweizer Hitparade) | 31                 |

## Ventes
En février 2019, Pourvu s'est vendu à 120 000 exemplaires.

## Distinctions
Gauvain Sers et Jean-Pierre Jeunet sont nommés, lors des 33e cérémonie des Victoires de la musique en février 2018, dans la catégorie « réalisation audiovisuelle » pour le clip vidéo de Pourvu. Ils ne remportent cependant pas la Victoire, décernée au rappeur Orelsan pour Basique.